# Bundesverband der Freien Alternativschulen
Im Bundesverband der Freien Alternativschulen, kurz BFAS, sind die freien Alternativschulen in Deutschland organisiert. Sie unterscheiden sich konzeptionell etwa von Waldorf- und Montessori-Schulen, die in eigenen Verbänden organisiert sind. Dem Verband gehören 104 Alternativschulen an (Stand August 2018).

## Konzeptionelle Grundlagen
Die einzelnen freien Alternativschulen arbeiten nach individuellen Konzeptionen auf der Basis eines gemeinsamen bildungspolitischen Selbstverständnisses. Eckpfeiler sind die demokratische Gestaltung des Zusammenlebens aller Beteiligten, die weitgehende Selbstbestimmung der Kinder im Lernprozess sowie die Flexibilität der Organisationsstrukturen (Selbstorganisation). Formuliert sind die gemeinsamen konzeptionellen Grundlagen der Mitgliedsschulen in der acht Punkte umfassenden „Wuppertaler Erklärung“ von 1986 und den sechs Grundsätzen von 2011.

### Wuppertaler Thesen von 1986
1. Die gesellschaftlichen Probleme der Gegenwart und Zukunft (Ökologie, Kriege, Armut usw.) sind auf demokratische Weise nur von Menschen zu lösen, die Eigenverantwortung und Demokratie leben können. Alternativschulen versuchen, Kindern, Lehrern und Eltern die Möglichkeit zu bieten, Selbstregulierung und Demokratie im Alltag immer wieder zu erproben. Das ist die wichtigste politische Dimension der Alternativschulen.
2. Alternativschulen sind Schulen, in denen Kindheit als eigenständige Lebensphase mit Recht auf Selbstbestimmung, Glück und Zufriedenheit verstanden wird, nicht etwa nur als Trainingsphase fürs Erwachsenen-Dasein.
3. Alternativschulen schaffen einen Raum, in dem Kinder ihre Bedürfnisse, wie Bewegungsfreiheit, spontane Äußerungen, eigene Zeiteinteilung, Eingehen intensiver Freundschaften, entfalten können.
4. Alternativschulen verzichten auf Zwangsmittel zur Disziplinierung von Kindern. Konflikte sowohl unter Kindern als auch zwischen Kindern und Erwachsenen schaffen Regeln und Grenzen, die veränderbar bleiben.
5. Lerninhalte bestimmen sich aus den Erfahrungen der Kinder und werden mit den Lehrern gemeinsam festgelegt. Die Auswahl der Lerngegenstände ist ein Prozess, in den der Erfahrungshintergrund von Kindern und Lehrern immer wieder eingeht. Der Komplexität des Lernens wird durch vielfältige und flexible Lernformen, die Spiel, Schulalltag und das soziale Umfeld der Schule einbeziehen, Rechnung getragen.
6. Alternativschulen wollen über die Aneignung von Wissen hinaus emanzipatorische Lernprozesse unterstützen, die für alle Beteiligten neue und ungewohnte Erkenntniswege eröffnen. Sie helfen so, Voraussetzungen zur Lösung gegenwärtiger und zukünftiger gesellschaftlicher Probleme zu schaffen.
7. Alternativschulen sind selbstverwaltete Schulen. Die Gestaltung der Selbstverwaltung ist für Eltern, Lehrer und Schüler prägende Erfahrung im demokratischen Umgang miteinander.
8. Alternativschulen sind für alle Beteiligten ein Raum, in dem Haltungen und Lebenseinstellungen als veränderbar und offen begriffen werden können. Sie bieten so die Möglichkeit, Abenteuer zu erleben, Leben zu erlernen.[3]

### Grundsätze von 2011
Freie Alternativschulen sind vielfältig. Jede Schule ist anders. Eine Standortbestimmung 2011
1. Freie Alternativschulen sind Orte der Gemeinschaft, die von allen Beteiligten kooperativ gestaltet und kritisch hinterfragt werden. Die dabei gesammelten Erkenntnisse und Erfahrungen ermutigen und befähigen sie, sich gesellschaftlichen Problemen zu stellen, konstruktive Lösungen zu erarbeiten und neue Formen von Gesellschaft zu erproben.
2. Freie Alternativschulen sind selbstorganisierte Schulen. Die Gestaltung der Selbstverwaltung ist für Kinder, Jugendliche, Eltern und die in der Schule Tätigen eine prägende Erfahrung im demokratischen Umgang miteinander. Sie schaffen ihre eigenen Regeln und Strukturen, die veränderbar bleiben. Dies fördert Gemeinsinn, gewaltfreie Konfliktlösungen und Verständnis für die Situation anderer.
3. Freie Alternativschulen sind inklusive Lern- und Lebensorte. Kinder, Jugendliche und Erwachsene haben hier das gleiche Recht auf Selbstbestimmung und Schutz. Die Bedürfnisse aller Beteiligten werden gleichermaßen geachtet.
4. Lernen braucht verlässliche Beziehungen. An Freien Alternativschulen ist ein respektvolles Miteinander und das daraus erwachsende Vertrauen Grundlage dieser Beziehungen.
5. Menschen an Freien Alternativschulen begreifen Lernen als lebenslangen Prozess. Bestandteile des Lernens sind auch das Spielen, soziale und emotionale Erfahrungen und die Interessen der Kinder, Jugendlichen und Erwachsenen. So entstehen individuelle Lernwege die emanzipatorische Lernprozesse eröffnen können.
6. Freie Alternativschulen sind Lern- und Lebensräume, die durch Sensibilität und Offenheit für Veränderungen und Entwicklungen gekennzeichnet sind. Sie integrieren verschiedene pädagogische Vorstellungen in ihren Konzepten und setzen diese in vielfältiger Weise um.

Der BFAS veranstaltet jährlich das „Bundestreffen der Freien Alternativschulen“ in Kooperation mit einer gastgebenden Mitgliedsschule.
Der BFAS ist Unterzeichner der Initiative Transparente Zivilgesellschaft.